# Nadułki
Nadułki – wieś sołecka w Polsce położona w województwie mazowieckim, w powiecie płockim, w gminie Bulkowo.
W latach 1975–1998 miejscowość administracyjnie należała do województwa płockiego.
12 listopada 1906 urodził się w Nadułkach Stanisław Komaszewski (zm. 1945), polski rzeźbiarz-animalista.